# 野村舞 (2001年生のアナウンサー)
野村 舞（のむら まい、2001年1月25日 - ）は、広島ホームテレビのアナウンサー。

## 経歴・人物
東京都出身。東京都立西高等学校（第71期）を経て、明治大学商学部に進学、卒業。
大学時代にセント・フォースカレッジ・sproutに入り、アナウンサーになるためのレッスンを受けていた。 また、テレビ朝日アスクにも通っていた2023年4月、大学卒業と共に広島ホームテレビにアナウンサーとして入社。
入社直後の同年4月7日に、同局のニュース番組『ピタニュー』にてアナウンサーデビューを果たし、広島東洋カープの2023年開幕初勝利＆MAZDA Zoom-Zoom スタジアム広島通算500勝のニュースを伝えた。2024年4月から『ピタニュー』月・金曜MC。
広島県内のテレビ局のアナウンサーにおいて明治大学卒業の先輩に本名正憲（フリーアナウンサー、元中国放送）、深井瞬（テレビ新広島）、澤村優輝（広島テレビ）、田村友里（中国放送）がいる。

## 担当番組
- ピタニュー（2023年 - ）
  - 金曜コーナー「ググッと。瀬戸内」
  - 月曜コーナー「ひろしま23」
  - スポーツコーナー「勝ちグセ」隔週金曜
  - 月・金曜MC（2024年4月 - ）
- HOME NEWS（2023年 - ）